# Suppo
 (septembre 2022).
Suppo, né au XIe siècle et mort le 4 novembre 1061 est un bénédictin lombard, septième abbé du Mont Saint-Michel de 1033 à 1048.

## Biographie

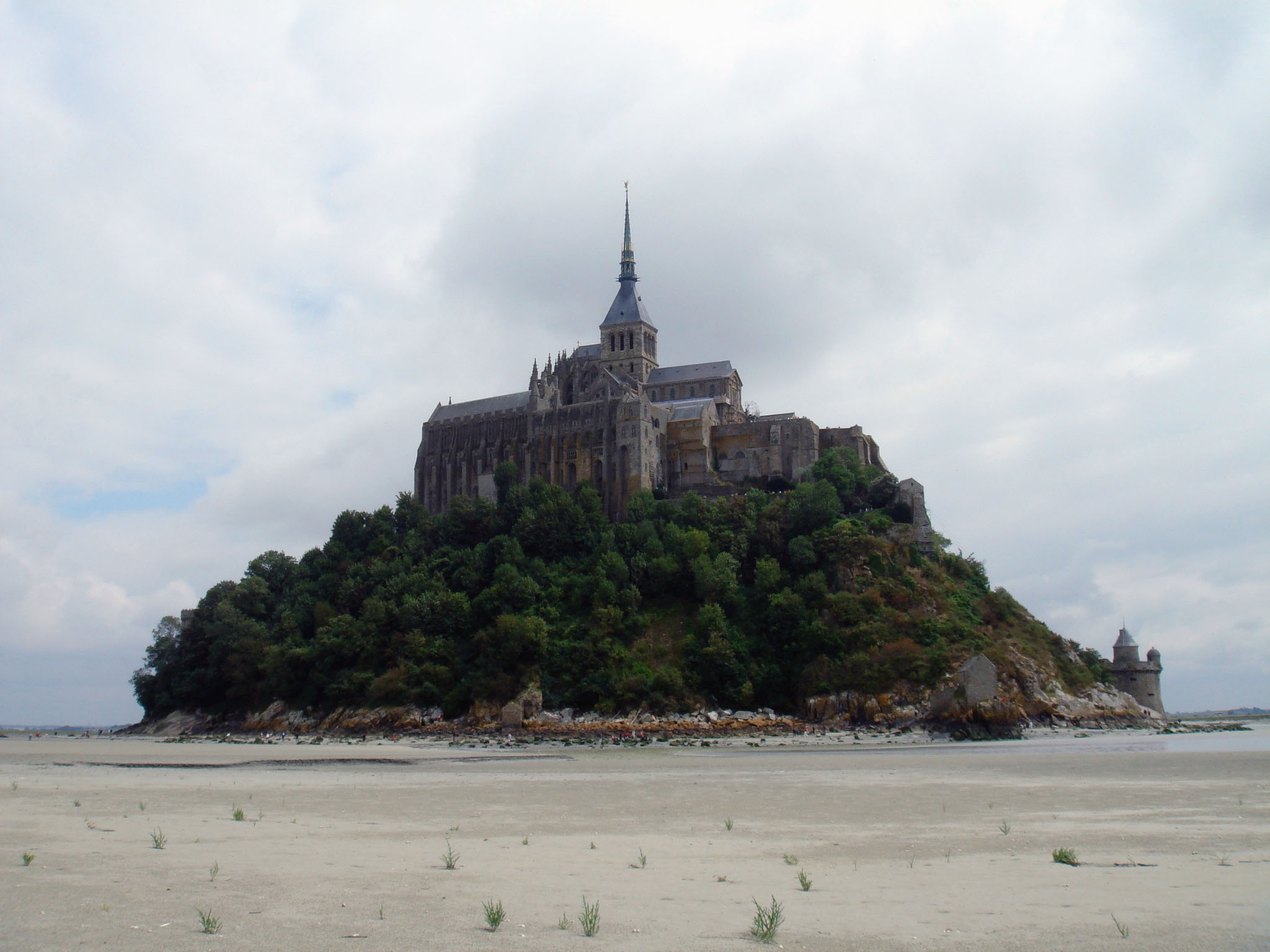
Le mont Saint-Michel.

La célébrité et la richesse de l’abbaye du Mont Saint-Michel avaient fait vivement regretter à Suppo d’avoir refusé l’élection canonique que l’administration lui en avait conférée ; aussi ne négligea-t-il aucun moyen pour ressaisir cette dignité, dont l’influence ducale, le crédit de Jean, l’abbé de Fécamp, le firent enfin revêtir l’année même où la mort frappa son prédécesseur Théodoric.
Les premiers temps de sa prélature lui méritèrent l’affection et le respect de ses religieux par le désintéressement et la générosité dont il donna d’abord d’éclatantes preuves. Outre plusieurs reliquaires qu’il apporta d’Italie, il enrichit l’église d’ornements et de vases en argent d’un grand poids : la beauté des ciselures rehaussait encore le prix de la matière. Parmi ces objets, un calice, dont l’étrangeté de la forme, arrêtait particulièrement les regards. Ce vase, dont le poids était de trente-deux marcs, avait été sculpté par Lambert, un des ouvriers les plus habiles de son temps. Bien que ce calice fût orné de deux anses, son poids avait nécessité la fabrication d’un chalumeau, au moyen duquel on aspirait le Sang précieux que contenait cette coupe. La patène, également en argent, était du poids de neuf marcs et quatre onces ; l’inscription dont elle était ornée y supposait la représentation de l’Agneau couché sur le livre des sept sceaux, et des vingt-quatre vieillards jouant de la harpe. Les deux burettes ne pesaient que quatre marcs et trois onces ; mais le don le plus précieux était un grand crucifix d’argent, et deux statues d’anges, du même métal.
Sous l’administration de Suppo, le monastère du Mont Saint-Michel vit sa richesse se développer par les libéralités de plusieurs seigneurs normands : Adelain ou Adelaisme, chevalier de la cour du duc Robert, lui fit donation, en 1038, du village de la Croix-Avranchin, dans les dépendances duquel étaient compris Villiers, Balam et Saint-Georges, et de la terre des Trois-Charrues, située dans l’île de Jersey. Le prince normand, de la générosité duquel Adelaisme tenait ces propriétés, comme récompense de ses services contre les Bretons, en signa lui-même la charte.
L’illustre et intrépide vicomte du Cotentin, le chevalier Néel de Saint-Sauveur, témoigna également de sa dévotion pour l’archange saint Michel par une preuve encore plus frappante. Néel, dont l’existence s’était écoulée au milieu du tumulte des guerres et du faste des cours, offrit à ce monastère tous les domaines qu’il possédait dans Guernesey, et dans les îles voisines, et voulut terminer sous le froc une vie passée jusqu’alors sous le haubert.
Guillaume Pichenot ne tarda pas à suivre son exemple. Cette abbaye où il devait bientôt après porter l’habit religieux, reçut de lui, en 1034, la Pierrette avec toutes ses dépendances, dont Guillaume le Conquérant approuva et signa la charte. Ce prince, à la même époque, donna à ce monastère les îles de Sercq et d’Anglesey, en compensation de la moitié de l’île de Guernesey, aumônée à ce lieu par son père, et qu’il convertit en fief pour un seigneur de sa suite.
Enfin, le roi d’Angleterre, Édouard le Confesseur, combla ces libéralités par sa munificence : le prieuré de Cornouilles, la terre de Veunerie avec les villages, châteaux et terres de toute nature ; le port de Ruminella avec son territoire, ses moulins et ses pêcheries, furent les objets de la donation par laquelle il témoigna sa piété envers le saint patron du Mont Saint-Michel. 
La bibliothèque du Mont Saint-Michel dut également à Suppo beaucoup de volumes très précieux qui, d’après don Huynes, n’étaient pas parvenus jusqu’à son époque. Parmi ceux dont hérita la bibliothèque d’Avranches, on cite un Speculum de saint Augustin, différent de l’édition de Plantin et de celle des Bénédictins, par de nombreuses variantes qui le recommandent à l’attention des bibliophiles. Un Traité de Musique, par Boëce, remarquable par les lumières qu’il jette sur l’histoire de cet art ; plusieurs Opuscules de Beda ; quelques pages hétérodoxes sur l’Eucharistie, provenant d’un ouvrage de Bérenger de Tours, ou de Scot Érigène ; plusieurs œuvres d’astronomie et de physique, réunies sous le numéro 2940 ; enfin, des travaux de polémique religieuse, de littérature sacrée et d’histoire, sous les numéros 1948 et 1952, remontent également à l’époque de Suppo. On y trouve un Liber de quatuor virtutibus, etc., beaucoup plus correct que celui de la Bibliotheca magna Patrum, etc.
Résultant cependant moins de la piété de que d’un caractère magnifique, cette somptuosité ne tarda pas à entraîner Suppo dans des prodigalités qui lui ôtèrent l’affection et l’estime de son couvent. Le monastère devint le rendez-vous de ses parents, qu’il appela d’Italie pour les enrichir des dépouilles de la communauté. Négligeant l’observance des règles disciplinaires, autant à son égard qu’à celui des autres, il s’abandonna à une vie dissipée, où disparurent les prix du moulin Lecomte, donnés par le duc Robert, et de plusieurs terres dont l’aliénation fut le fruit de ses désordres.
Ces derniers actes soulevèrent si fortement la colère des moines contre lui, qu’il se vit contraint de se dérober à leur vengeance en retournant se réfugier dans l’abbaye de Frutare, où il termina sa vie treize ans plus tard.